# Boscos pantanosos d'aigua dolça del sud de Nova Guinea
Els boscos palustres d'aigua dolça del sud de Nova Guinea són una ecoregió de boscos tropicals humits al sud de Nova Guinea. L'ecoregió inclou els extensos boscos palustres del sud i l'oest de Nova Guinea.

## Geografia
Nova Guinea acull extensos boscos palustres. Aquests boscos estan permanentment inundats d'aigua o inundats estacionalment durant l'estació de pluges. Els boscos palustres d'aigua dolça del sud de Nova Guinea s'estenen des de la península occidental de Bird's Head fins a la península papuana al sud-est. Els boscos es troben als trams inferiors dels rius que drenen les terres altes de Nova Guinea. Els boscos palustres més extensos es troben a la conca del riu Fly.
Les ecoregions de les Selves tropicals de terres baixes del sud de Nova Guinea i les selves tropicals de terres baixes de Vogelkop-Aru ocupen les terres baixes adjacents. Prop de la costa, els boscos palustres d'aigua dolça fan la transició als manglars de Nova Guinea a mesura que les aigües es tornen salobres o salades.

## Clima
L'ecoregió té un clima tropical humit.

## Flora
Els boscos palustres d'aigua dolça alberguen hàbitats diversos, des d'aigües obertes fins a pantans d'herbàcies de diversos tipus (dominats per Leersia, Saccharum-Phragmites, Pseudoraphis o pantans mixtos sense planta dominant), sabanes palustres (dominades per Melaleuca o mixtes), boscos palustres (dominats per palmera de sagú Metroxylon sagu, Pandanus o mixtos) i boscos palustres dominats per Campnosperma, Terminalia o Melaleuca.

## Fauna
L'ecoregió acull cinquanta espècies de mamífers, incloent-hi marsupials, ratpenats i rosegadors múrids. Hi ha una espècie de mamífer endèmica, el rosegador aquàtic Leptomys signatus.
L'ecoregió té 339 espècies d'aus, incloent-hi aus residents i migratòries. Els llacs i aiguamolls de l'ecoregió alberguen grans poblacions d'aus aquàtiques.

## Àrees protegides
Una avaluació del 2017 va trobar que 8.583 km², o el 9%, de l'ecoregió es troben en zones protegides. Més del 80% de l'ecoregió té vegetació relativament intacta.